# Friedrich Gogarten
Friedrich Gogarten (13. ledna 1887 – 16. října 1967) byl německý luteránský teolog, spoluzakladatel dialektické teologie, jež byla reakcí na historicismus a antropocentrismus starší liberální teologie a postulovala absolutní protiklad Boha a člověka. K formulování dialektické teologie došlo v Gogartenem inspirované edici Mezi dobami (Zwischen den Zeiten). Po nástupu nacismu v roce 1933 se Gogarten na krátký čas přidal k prorežimním Německým křesťanům, brzy se však s nimi rozešel a do nacistické strany nikdy nevstoupil.
Gogarten studoval teologii V Jeně, Berlíně a Heidelbergu. V roce 1927 získal docenturu na univerzitě v Jeně. Učil na několika německých univerzitách, od roku 1935 byl řádným profesorem na univerzitě v Göttingenu, kde zůstal až do svého odchodu do důchodu v roce 1955.